# الأمير الشاب
الأمير الشاب (بالإنجليزية: Young Royals) هو مسلسل دراما سويدي من بطولة إدفين رايدينغ وأومار رودبيري.تم عرض الموسم الأول على نتفليكس في 1 يوليو 2021 وتم الأعلان عن تجديده لموسم ثاني سيعرض في 2022.

## روابط خارجية
الأمير الشاب على موقع IMDb (الإنجليزية)
- الأمير الشاب على موقع روتن توميتوز (الإنجليزية)
- الأمير الشاب على موقع نتفليكس (الإنجليزية)
- الأمير الشاب على موقع كينوبويسك (الروسية)
- الأمير الشاب على موقع ألو سيني (الفرنسية)
- الأمير الشاب على موقع قاعدة بيانات الفيلم (الإنجليزية)